# Grand Prix SAR La Princesse Lalla Meryem 2022 - Qualificazioni singolare
Le qualificazioni del singolare del Grand Prix SAR La Princesse Lalla Meryem 2022 sono state un torneo di tennis preliminare per accedere alla fase finale della manifestazione. Le vincitrici dell'ultimo turno sono entrate di diritto nel tabellone principale. In caso di ritiro di una o più giocatrici aventi diritto a queste sono subentrate le lucky loser, ossia le giocatrici che hanno perso nell'ultimo turno ma che avevano una classifica più alta rispetto alle altre partecipanti che avevano comunque perso nel turno finale.

## Teste di serie
1. Tessah Andrianjafitrimo (ultimo turno, lucky loser)
2. Catherine Harrison (spostata nel tabellone principale)
3. Cristiana Ferrando (qualificata)
4. Yvonne Cavalle-Reimers (ultimo turno)

1. You Xiaodi (qualificata)
2. Carol Zhao (qualificata)
3. Sada Nahimana (primo turno)
4. Ekaterina Kazionova (primo turno)

## Qualificate
1. Carol Zhao
2. Ekaterina Rejngol'd

1. Cristiana Ferrando
2. You Xiaodi

### Lucky loser
1. Tessah Andrianjafitrimo

1. Anna Danilina

## Tabellone

### Legenda
| - Q = Qualificato - WC = Wild card - LL = Lucky loser | - ALT = Alternate - SE = Special Exempt - PR = Protected Ranking | - w/o = Walkover - r = Ritirato - d = Squalificato |

### Sezione 1
|  | Primo turno | Primo turno             | Primo turno | Primo turno | Primo turno |  |  | Ultimo turno | Ultimo turno            | Ultimo turno | Ultimo turno | Ultimo turno |  |
|  |             |                         |             |             |             |  |  |              |                         |              |              |              |  |
|  | 1           | Tessah Andrianjafitrimo | 4           | 7           | 6           |  |  |              |                         |              |              |              |  |
|  |             | Ekaterina Jašina        | 6           | 5           | 1           |  |  | 1            | Tessah Andrianjafitrimo | 5            | 6            | 3            |  |
|  | WC          | Yasmine Kabbaj          | 6           | 5           | 3           |  |  | 6            | Carol Zhao              | 7            | 4            | 6            |  |
|  | 6           | Carol Zhao              | 3           | 7           | 6           |  |  |              |                         |              |              |              |  |

### Sezione 2
|  | Primo turno | Primo turno         | Primo turno         | Primo turno | Primo turno |  |  | Ultimo turno | Ultimo turno        | Ultimo turno        | Ultimo turno | Ultimo turno |  |
|  |             |                     |                     |             |             |  |  |              |                     |                     |              |              |  |
|  | Alt         | Ena Shibahara       | Ena Shibahara       | 2           | 3           |  |  |              |                     |                     |              |              |  |
|  |             | Anna Danilina       | Anna Danilina       | 6           | 6           |  |  |              | Anna Danilina       | Anna Danilina       | 5            | 1            |  |
|  |             | Ekaterina Rejngol'd | Ekaterina Rejngol'd | 6           | 6           |  |  |              | Ekaterina Rejngol'd | Ekaterina Rejngol'd | 7            | 6            |  |
|  | 7           | Sada Nahimana       | Sada Nahimana       | 3           | 4           |  |  |              |                     |                     |              |              |  |

### Sezione 3
|  | Primo turno | Primo turno         | Primo turno        | Primo turno | Primo turno |  |  | Ultimo turno | Ultimo turno       | Ultimo turno       | Ultimo turno | Ultimo turno |  |
|  |             |                     |                    |             |             |  |  |              |                    |                    |              |              |  |
|  | 3           | Cristiana Ferrando  | Cristiana Ferrando | 6           | 6           |  |  |              |                    |                    |              |              |  |
|  |             | Paula Kania-Choduń  | Paula Kania-Choduń | 1           | 0           |  |  | 3            | Cristiana Ferrando | Cristiana Ferrando | 6            | 6            |  |
|  |             | Tara Moore          | 1                  | 6           | 6           |  |  |              | Tara Moore         | Tara Moore         | 3            | 2            |  |
|  | 8           | Ekaterina Kazionova | 6                  | 4           | 0           |  |  |              |                    |                    |              |              |  |

### Sezione 4
|  | Primo turno | Primo turno            | Primo turno            | Primo turno | Primo turno |  |  | Ultimo turno | Ultimo turno           | Ultimo turno           | Ultimo turno | Ultimo turno |  |
|  |             |                        |                        |             |             |  |  |              |                        |                        |              |              |  |
|  | 4           | Yvonne Cavalle-Reimers | Yvonne Cavalle-Reimers | 6           | 7           |  |  |              |                        |                        |              |              |  |
|  |             | Amina Anšba            | Amina Anšba            | 3           | 5           |  |  | 4            | Yvonne Cavalle-Reimers | Yvonne Cavalle-Reimers | 2            | 4            |  |
|  | WC          | Ingrid Neel            | Ingrid Neel            | 64          | 5           |  |  | 5            | You Xiaodi             | You Xiaodi             | 6            | 6            |  |
|  | 5           | You Xiaodi             | You Xiaodi             | 7           | 7           |  |  |              |                        |                        |              |              |  |